# Nordalsfestivalen
Nord-Als Musikfestival er en musikfestival der foregår 2. weekend i juni hvert år ved Nordborg Slot i Nordborg på Als. Første gang musikfestivalen blev afholdt var i 1980. 30 års jubilæet blev fejret i 2010, hvor Dizzy Mizz Lizzy spillede, som det største navn.[kilde mangler]